# 小行星2236
小行星2236（2236 Austrasia）是一颗绕太阳运转的小行星，为主小行星带小行星。该小行星于1933年3月23日发现。
該小行星以法蘭克王國墨洛溫王朝的東北部領土奧斯特拉西亞命名。

## 轨道参数
小行星2236的轨道半长轴为2.3450443 UA，离心率为0.219。